# Слузокожа
Слузокожа или слузница (лат. mucosa) је назив за ткиво које облаже унутрашњост појединих органа и телесних шупљина (усна и носна дупља, ждрело, једњак, желудац, танко и дебело црево, мокраћовод, мокраћна бешика, мокраћна цев, душник, бронхије итд). Углавном је ендодермалног порекла и укључена је у процесе секреције и апсорпције.
Слузокожа представља морфофункционално јединство епитела и растреситог везивног ткива, односно изграђена је најчешће од епителног листа (лат. lamina epithelialis) и крзна (лат. lamina propria), мада могу бити присутни и мишићни (лат. lamina muscularis) и еластични лист (лат. lamina elastica).
Постоји груба подела на: жлездану и дермопапиларну (кутану) слузницу. Прва садржи једнослојни призматични, а друга плочастослојевити епител.